# David Rawlings
David Todd Rawlings é um guitarrista, cantor e produtor musical americano, conhecido pelas colaborações recorrentes com a artista Gillian Welch. Como reconhecimento, foi nomeado ao Óscar 2019 na categoria de Melhor Canção Original por "When a Cowboy Trades His Spurs For Wings", do filme The Ballad of Buster Scruggs.